# 神荼・鬱塁
神荼（しんじょ / しんと）・鬱塁（うつりつ）は、中国神話の神。行いの悪い鬼（死者の霊）を葦縄で縛り、虎に食わせると伝わる。その絵や名前を門戸に飾る風習があり、門神の最古例とされる。門神は他の神に取って代わられもしたが、神荼・鬱塁を飾る風習が今でも地域に残っている。
後漢時代、紀元1-2世紀の文献に、似通った内容で早期の記述がみられる（『山海経』の引用は疑問視される）。

## 名称
神荼と鬱塁（簡体字: 郁垒; 繁体字: 鬱壘）のように、後者は現代日本語と中国語で漢字表記が異なる。
神荼の元来の読みは「しんじょ」であり、「荼」は同音の「除」に通じると上原淳道は説いている。また、鬱塁は「うつりつ」と読み、「塁」は脚韻する「祓」に通じるとし、神荼と鬱塁の中核には「除・祓」の概念があるとする。
なお、中国語においても異読があり、神荼の読みは Shentu （拼音表記）が標準とされたり、 Shenshu と表記されたりする。

## 早期の文献
神荼と鬱塁の言及で最も古いとされるのは『山海経』から引かれたとする王充（97年没）『論衡』の記述であるが、現存の『山海経』には欠ける内容であり、文体や内容考証からその逸文とは考えにくいとされる。
その『論衡』訂鬼篇の記述によれば神荼・鬱塁（うつりつ）の二神は、海からそびえる巨大な桃の木の上にたつが、その木の枝は屈蟠すること3000里。大木の北東に鬼門があり、二神は行いの悪い鬼（死者の霊）を葦索（アシでゆった縄）で縛り、虎に喰わせるという。それにちなみ黄帝が、魔除けの慣習を民間にはやらせたとされる。桃の材木で出来た人形（大桃人）を立て、神荼・鬱塁、虎の絵を門戸に描き、葦索を掛けるというものである。
同作品の別篇（亂龍篇）にも記載されているが 、多少文言が異なり、黄帝が制定した慣習ではなく、県官（漢王朝の婉曲表現とされる）が、大桃人や門戸の絵付けで厄祓いをおこなっているとする。
蔡邕（192年没）の『獨斷（独断）』よく似た記載がみられる。応劭『風俗通義』（195年頃）では『黄帝書』（黄帝四経）を引いているとするが、内容はほぼ同じである。これらには、魔除けの飾りが付けられるのが大晦日、厳密言えば臘の儀式前の夜とされている（臘は年末の祭典、臘八節の前身）。桃材の人形は桃梗とも呼ばれるが、、木を削った彫像であったことにも触れられている。
上記は、中国の民間信仰である門神の起源伝説にあたる。後の時代、他の神格が門神として取って代わりもしたが、地域によっては近年でも神荼・鬱塁が新年の門神として飾られる。

## 後世
桃人形（「桃梗」等）の飾りはのちに簡略化されて「桃符」という桃の板が使われるようになり、神荼・鬱塁の像が描かれたり、その神名が書かれたたりした。
言い伝えによれば、8世紀、唐の太宗が秦瓊（しん けい、秦叔宝）と尉遲恭（うっち きょう、尉遅敬徳）ら将軍を、悪霊から自分を守るための身辺警護役に任命し、そのことから両者を門神として仰ぐ慣習が起こったとされている。さらに9世紀頃には鍾馗を門神とする風潮が起きた。
10世紀頃、桃符に聯語を書き添えるようになった。桃符とは、13世紀頃の説明によれば、幅4-5寸、長さ2-3尺の薄板で、神像や狻猊・白澤の絵を描き、左に鬱塁、右に神荼の名を書き添えるか、春の詞や祝祷の語を述べる。桃符は、年次新しく交換する。
桃符（板）は、やがて紙製のものに置き換わったが、これが春聯の起源とされる。
清の学者の兪正燮は、門神は本来は二神でなく一つの神だとするが（『癸巳存稿』巻十三）、それは『続漢書』礼儀志の引用文の誤読によるものだと指摘される。もっとも、兪正燮は、1神か2神かを糺そうとするのは無益と考えており、神荼・鬱塁いずれとも桃椎（モモのつち）に由来するというのが本題であった、とも解説されている。